# 교고쿠 다카토모 (센고쿠 시대)

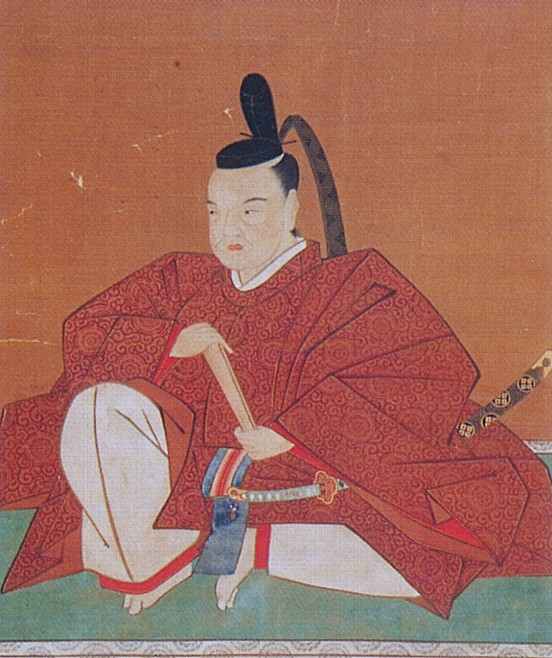
교고쿠 다카토모

교고쿠 다카토모(일본어: 京極高知, 1572년 ~ 1622년 9월 17일)는 아즈치 모모야마 시대로부터 에도 시대 초기까지의 다이묘이다. 단고 미야즈 번(미야즈 성) 초대 번주. 교고쿠 가문 다카토모 파(후의 미야즈/고케 파)의 시조.
| 전임 (교고쿠 다카요시) | 제1대 교고쿠 가문 미야즈 파 당주 1600년 ~ 1622년 | 후임 교고쿠 다카히로 |

|  | 제1대 미야즈 번 번주 (미야즈 교고쿠 가문) 1600년 ~ 1622년 | 후임 교고쿠 다카히로 |